# Giv Music Records
Giv Music Records es un Sello discográfico con base en República Dominicana y Medellín Colombia , que se Dedica principalmente a la música urbana. Representa a artistas como Zaitro, Yoryi Fresh, Dakel, entre muchos otros.

## Artistas
- Zaitro
- Dakel
- Yoryi Fresh
- Reyson
- Jay Miri
- Etiel King

## Álbumes lanzados bajo el sello
- 2021: Superacion – Zaitro
- 2022: 18-21 – Yoryi Fresh[1]
- 2022: Senti Ritmo – Zaitro[2]
- 2022: Dembow 0 – Etiel King
- 2022: Inspiraciones – Zaitro[3]
- 2022: Decidido – Zaitro[4]
- 2022: The Future[5]

## referencias
1. ↑  Yoryi Fresh - 18-21, consultado el 2 de enero de 2023.
2. ↑  «Senti Ritmo». www.google.com. Consultado el 2 de enero de 2023.
3. ↑  «Inspiraciones Discogs».
4. ↑  Zaitro - Decidido, consultado el 2 de enero de 2023.
5. ↑  Zaitro - The Future, consultado el 2 de enero de 2023.

- Datos: Q115914499